# Maoča (Brčko)
Pour les articles homonymes, voir Maoča.
Maoča (en serbe cyrillique : Маоча) est une localité de Bosnie-Herzégovine. Elle est située dans le district de Brčko. Selon les premiers résultats du recensement de 2013, elle compte 3 365 habitants.

## Géographie
La localité est située à la confluence de la Rašljanska rijeka et de la Brka (un affluent droit de la Save).

## Démographie

### Évolution historique de la population dans la localité
| 1948 | 1953 | 1961  | 1971  | 1981  | 1991  | 2013  |
| ---- | ---- | ----- | ----- | ----- | ----- | ----- |
| -    | -    | 2 059 | 2 452 | 2 847 | 2 886 | 3 365 |

|  |

### Communauté locale
En 1991, la communauté locale de Maoča comptait 2 991 habitants, répartis de la manière suivante :